# Fischkopfhülse

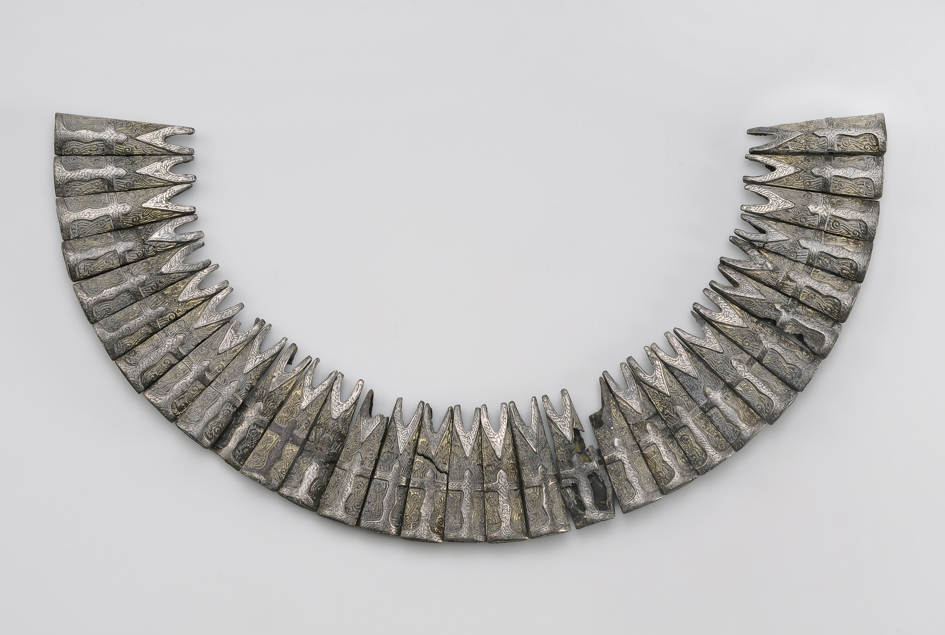
Fischkopfhülsen - im Statens historiska museum, Stockholm

Fischkopfhülsen (schwedisch fiskhuvudformiga hängen) sind Trachtenbestandteile aus Bronzeblech oder Gussbronze, die in vendelzeitlichen Horten und in zeitgenössischen Frauengräbern wie dem von Hallveda auf Gotland in Schweden gefunden wurden.
Sie bestehen aus einer konischen, durch Ringverzierungen gegliederten Hülse, an deren dünnerem Ende sich das charakteristische von Kreisaugen (schwedisch punktcirklar) oder anderen Symbolen umgebene Fischmaul befindet. Fischkopfhülsen stammen aus dem 8. bis 10. Jahrhundert.
Fischkopfförmige Anhänger sind häufig als Halsschmuck gefunden worden. Die meisten sind in so guten Zustand, dass die vorhandene Ornamentik aus fünf, sieben oder neun Kreisaugen erkennbar ist. Das meist an der Mündung platzierte Muster variiert sogar unter den Anhängern der gleichen Halskette. Gegossene Exemplare sind lediglich in Horten aufgetaucht, während die Blechhülsen Trachtbestandteil waren, die mit ins Grab gegeben wurden.
Auffallend viele zeigen Zweckentfremdungen. Zum einen wurden oft Ösen (für Ketten etc.) angebracht, zum anderen wurden sie durch das Anbringen von Verschlüssen und das Verlöten von bis zu drei Hülsen zu Fibeln umgearbeitet.